# Ciula, Sălaj
Ciula este un sat în comuna Letca din județul Sălaj, Transilvania, România.